# Оськино (Томская область)
О́ськино — деревня в Шегарском районе Томской области, входит в состав Побединского сельского поселения.

## География
Деревня находится на правом берегу реки Обь, к югу от Шегарского тракта у Шегарского моста.

### Часовой пояс
Деревня Оськино, как и вся Томская область, находится в часовой зоне МСК+4. Смещение применяемого времени относительно UTC составляет +7:00.

## История
Основана в 1919 году. В 1926 году состояла из 19 хозяйств, основное население — киргизы. В административном отношении деревня находилась в составе Астраханцевского сельсовета Коларовского района Томского округа Сибирского края.

## Население
| 1926 | 2002 | 2010 | 2012 | 2013 | 2014 | 2015 |
| ---- | ---- | ---- | ---- | ---- | ---- | ---- |
| 123  | ↘10  | →10  | →10  | →10  | →10  | →10  |
| 2021 |      |      |      |      |      |      |
| ↗42  |      |      |      |      |      |      |